# Imantocera vicina
Imantocera vicina là một loài bọ cánh cứng trong họ Cerambycidae.